# Ихтема
Ихтема — река в России, протекает по Галичскому району Костромской области. Устье реки находится в 83 км от устья Тебзы по правому берегу. Длина реки составляет 22 км, площадь водосборного бассейна — 95 км².
Река берёт начало в лесах в 12 км к юго-западу от города Галич. Течёт на запад и юго-запад. На реке стоят деревни Аничково, Макарово, Кабаново, а также ряд нежилых. Впадает в Тёбзу севернее села Константиновское на границе с Сусанинским районом.

## Данные водного реестра
По данным государственного водного реестра России относится к Верхневолжскому бассейновому округу, водохозяйственный участок реки — Кострома от истока до водомерного поста у деревни Исады, речной подбассейн реки — Волга ниже Рыбинского водохранилища до впадения Оки. Речной бассейн реки — (Верхняя) Волга до Куйбышевского водохранилища (без бассейна Оки).
Код объекта в государственном водном реестре — 08010300112110000012540.